# Лейли и Меджнун (опера)
«Лейли́ и Меджну́н» (азерб. Leyli və Məcnun / لیلی و مجنون) — первая азербайджанская национальная опера, написанная Узеиром Гаджибековым в 1907 году. Опера написана по мотивам трагедии поэта XVI века Физули «Лейли и Меджнун». Эта опера является не только первой азербайджанской оперой, но и первой оперой во всём исламском мире1.
Опера «Лейли и Меджнун» положила начало синтезу современных средств музыкального развития и национально-самобытных черт народного искусства. Построенная на основе богатейшего фольклорного материала (в основном на мугамах и лирических песнях), эта опера стала первой попыткой обобщения веками накопленных народом музыкальных традиций на основе общепринятых форм музыкального искусства. Таким образом, возник новый жанр мугамной оперы, сочетающей нотную запись музыки с сольной вокальной импровизацией (мугамом).
Первая постановка оперы состоялась 12 (25) января 1908 года в Баку, в театре Гаджи Зейналабдина Тагиева. Основанное на популярной по всему Ближнему Востоку, Центральной и Южной Азии классической истории любви, это произведение считается жемчужиной азербайджанской культуры.
В феврале 2008 года на 38-й сессии Генеральной конференции ЮНЕСКО было принято решение о включении 100-летнего юбилея первой азербайджанской оперы «Лейли и Меджнун» в список памятных дат ЮНЕСКО.

## История оперы

### Создание и первая постановка

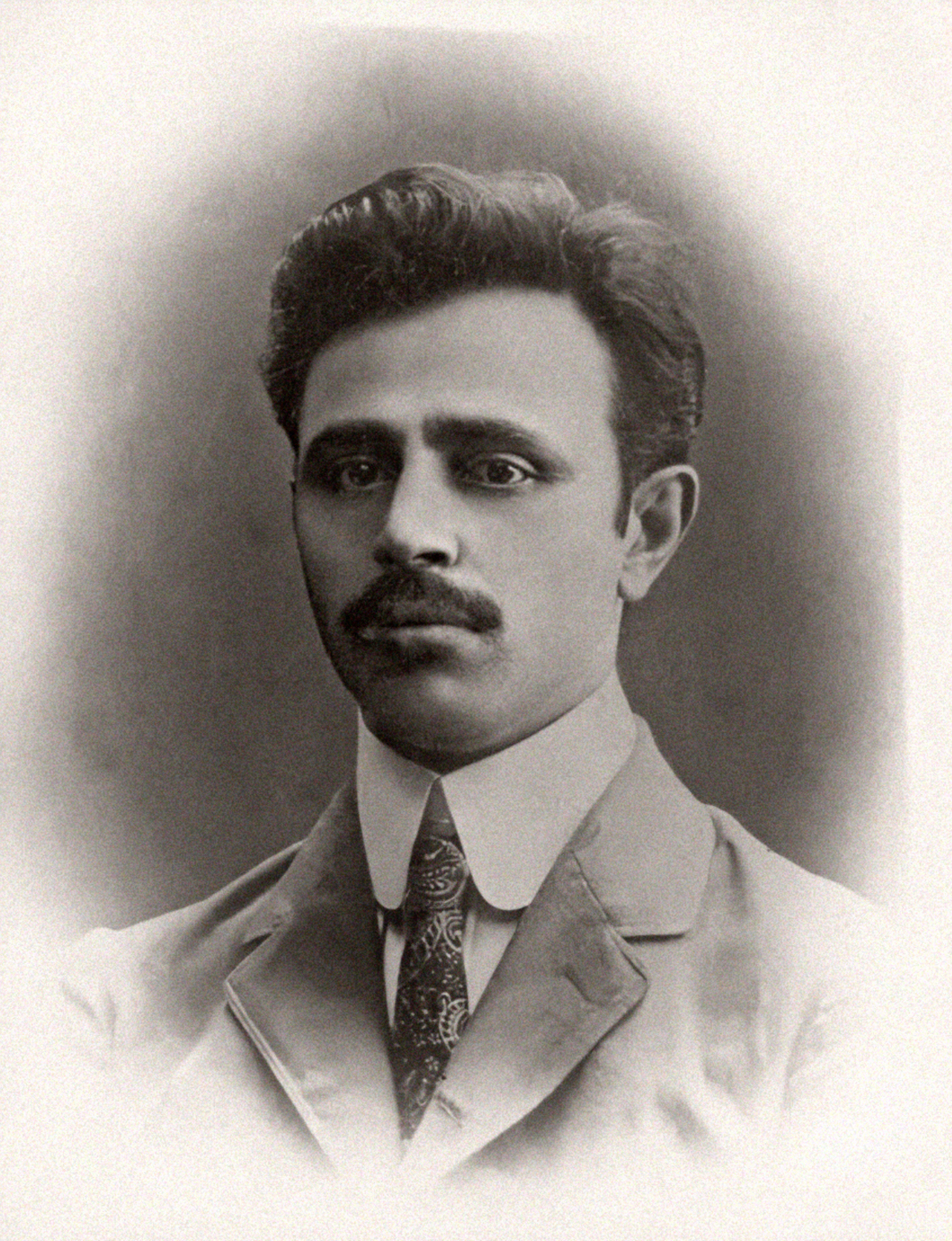
Автор оперы, «первый мусульманскиий композитор» Узеир Гаджибеков в 1908 году

Как вспоминал автор оперы Узеир Гаджибеков, в детстве глубокое впечатление на него произвёл спектакль «Меджнун на могиле Лейли», поставленный Абдуррагим-беком Ахвердовым в конце XIX века в Шуше. Роль Меджнуна играл известный в те годы ханенде Джаббар Карьягды, а Узеир, которому на то время исполнилось тринадцать лет, пел в хоре мальчиков, сопровождавших певца. Партии действующих лиц представляли собой мугамные импровизации, исполнявшиеся на текст соответствующих разделов поэмы Физули, а действие комментировалось с помощью небольших хоровых фрагментов (теснифы из тех же мугамов). Впоследствии в своих воспоминаниях Гаджибеков писал, что спектакль шушинцев имел важное значение в его решении создать первую азербайджанскую оперу. Он отмечал:
Примерно в 1897 — 1898 годах... я видел впервые в родном городе Шуше на любительском спектакле сценку «Меджнун на могиле Лейли»; картина эта так глубоко взволновала меня, что... я решил написать нечто вроде оперы.

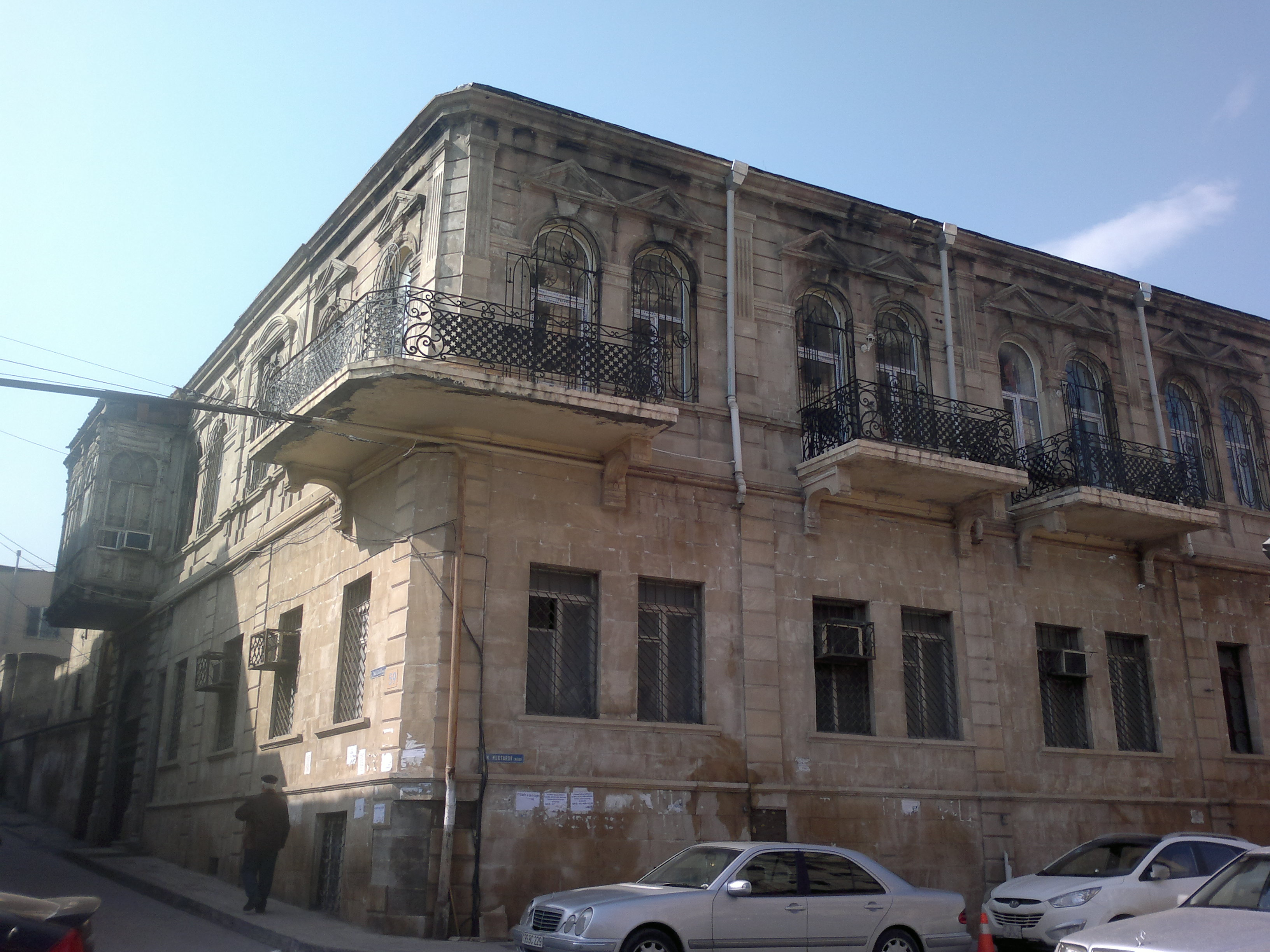
Дом на улице С. Тагизаде 59 (бывшая Почтовая) в Баку, в интерьере которого проходили первые постановки оперы до постановки в театре

Идея написания оперы, используя темы азербайджанской литературы и музыкальных мотивов, пришла к Гаджибекову, когда он учился в Горийской семинарии. В Тифлисе же его вдохновила увиденная им итальянская опера Россини «Севильский цирюльник».
И уже в 1907 году Узеир Гаджибеков создал оперу «Лейли и Меджнун». Либретто оперы было написано им и его братом Джейхуном. Репетиции проходили в доме Узеира Гаджибекова и в гостинице «Исмаилие». В последние дни 1907 года репетиции оперы, по предложению близкого друга Узеира Гаджибекова Имрана Касумова (первого, кто сыграл роль отца Лейли), проходили в его просторной квартире по улице Персидской, 135, в просторной комнате на 3-м этаже жилого дома Касумовых (ныне ул. М.Мухтарова, 115).
Первая постановка оперы «Лейли и Меджнун», организованная театральной секцией мусульманского просветительного общества «Ниджат», состоялась 12 (25) января 1908 года в помещении театра азербайджанского нефтепромышленника Г. З. Тагиева в Баку. Режиссёром первой постановки был Гусейн Араблинский, дирижировал Абдуррагим-бек Ахвердов. В ролях выступили: Гусейнкули Сарабский (Меджнун), Абдуррахман Фараджев (Лейли), Дж. Дагестани (Ибн Салам), Мир Махмуд Кязимовский (мать Меджнуна), Мирза Мухтар Маммедов (Абульгейс, отец Меджнуна), Имран Касумов (Кенгерли) (Фаттах, отец Лейли), Ибрагим Касумов (Зейд), Дж. Везиров (мать Лейли), а в роли 7 арабов — Мамедов, Сафаров, В. Везиров, Исмаилов, Алиев и др. Соло на таре исполняли Курбан Пиримов и Ширин Ахундов2. Хореографом был Бахрам Везиров, суфлёром — А. Рзаев, а ответственным распорядителем — Бала-бек Ашурбеков (отец Сары Ашурбейли). Сам же Узеир Гаджибеков исполнял партию на скрипке в оркестре.

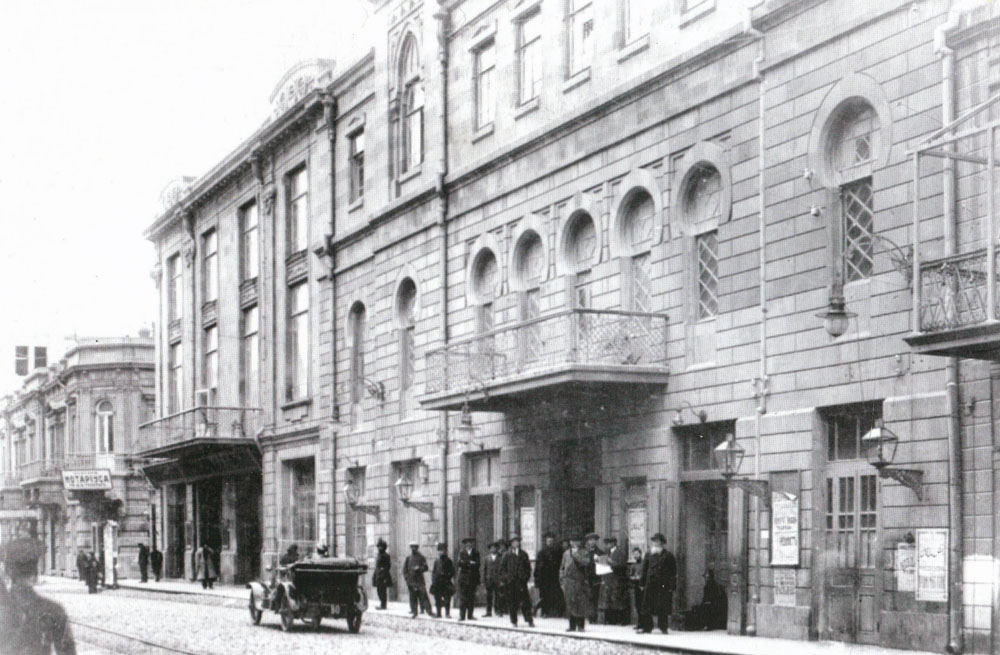
Здание театра Г. З. Тагиева в начале XX века. Именно здесь состоялась премьера оперы

Премьера не обошлась и без проблем. Так, за два часа до начала стало известно, что двое скрипачей не придут. Гаджибекову пришлось переписать часть музыки для скрипки и самому спуститься в оркестровую яму, чтобы играть на этом инструменте.
Были и противники оперы Гаджибекова. Это были местные муллы и консервативно настроенные местные авторитеты, так называемые кочи. По некоторым данным, на Сарабского после премьеры оперы было даже совершено нападение по приказу местного муллы. Позднее Г. Сарабский в изданных им в 1930 году воспоминаниях пишет:
«…После этой постановки многие стали называть меня Меджнуном. Я дорожил этим именем, я гордился им. Народ, встречавший раньше меня на улице с усмешкой, теперь принимал с уважением и любовью…»

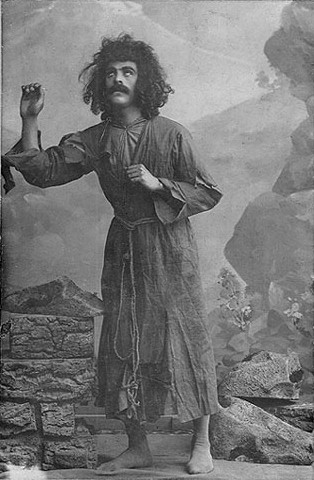
Гусейнкули Сарабский в роли Меджнуна в 1909 году

Среди создателей оперы непрофессионалом был не только Гаджибеков. Так, например, первый исполнитель роли Меджнуна Гусейнкули Сарабский работал в центре распределения воды недалеко от гостиницы «Тебриз», где жил Узеир Гаджибеков. Однажды композитор услышал, как молодой человек пел во время работы. Прошло не так много времени, и Гаджибеков пригласил его на главную роль Меджнуна. Практически трудной задачей оказалось найти исполнителя роли Лейли. Согласно исламской традиции, мусульманкам не разрешалось выступать на сцене. Гаджибеков также не мог пустить на сцену русскую, так как она не смогла бы правильно исполнять мугамы. Тогда исполнить роль Лейли уговорили молодого ученика чайханщика Абдуррахмана Фараджева.
Гаджибеков впервые увидел и услышал Фараджева в чайхане и, пригласив его в театр, поручил ему роль Лейли. Сарабский в своей книге «Старый Баку» пишет о том, как уговаривали Фараджева выступить в этой роли, обещая, что никто об этом не узнает, о том, с каким трудом получили его согласие и гримировали его. Во втором спектакле Фараджев выступать отказался из-за гонений противников театра. Тогда двоюродный брат Гаджибекова Бадалбек Бадалбейли, который также в те годы исполнял роль Меджнуна, уговорил сыграть роль Лейли своего брата Ахмеда Агдамского. Впоследствии Агдамский в произведениях Гаджибекова сыграл такие женские роли, как Асли («Асли и Керем»), Гюльназ («Не та, так эта»), Гюльчохра («Аршин мал алан»), Миннат ханум («Муж и жена»), Тахмина («Рустам и Зохраб»), Хуршидбану («Шах Аббас и Хуршидбану»). Первые же женщины в роли Лейли вышли на сцену лишь в середине 1920-х годов.
Оперой Узеира Гаджибекова «Лейли и Меджнун» была заложена основа азербайджанской оперы. Композитор стал основоположником жанра мугам-оперы. Впоследствии он вспоминал:
В то время я, автор оперы, знал лишь основы сольфеджио, но не имел никакого представления о гармонии, контрапункте, музыкальных формах... Тем не менее успех «Лейли и Меджнун» был большой. Он объясняется, по моему мнению, тем, что азербайджанский народ уже ожидал появления на сцене своей, азербайджанской оперы, а в «Лейли и Меджнун» сочетались подлинно народная музыка и популярный классический сюжет.
Узеир Гаджибеков остановил выбор на поэме Физули «Лейли и Меджнун» и на жанрах народной музыки, что положительно повлияло на восприятие произведения в мусульманском обществе. В первой редакции опера состояла из 5 актов и 6 картин, впоследствии из 4 актов, 6 картин. В 1920 году в оперу были введены новые танцы в сцене «Свадьбы ибн Салама».

### Дальнейший успех оперы

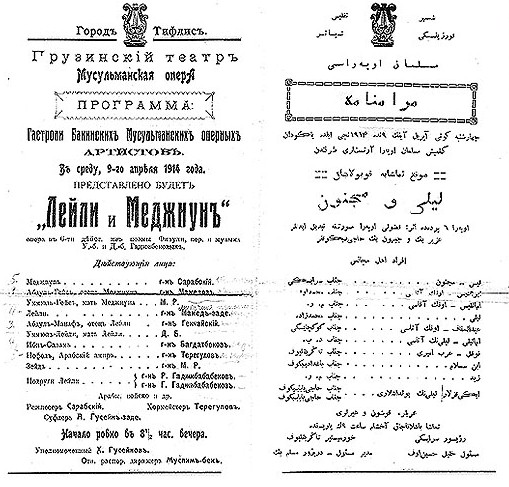
Программа постановки оперы в Тифлисе

Тридцать лет подряд опера «Лейли и Меджнун» ставилась каждый сезон. Оперные спектакли шли в переполненном зале. Газета «Игбал» в своём номере от 27 ноября 1912 года писала:
В один миг становилось ясным и зримым, насколько мусульманский народ влюблён в музыку, когда видишь переполненный театр зрителями, многие из которых приехали в Баку из Дербента, Кубы и других городов Кавказа, специально для того, чтобы увидеть оперу — «Лейли и Меджнун».
Вслед за Баку, уже через пять лет после премьеры, летом 1913 года опера была поставлена в Шуше, городе, где вырос композитор. По рассказу самого Г. Сарабского, исполнявшего роль Меджнуна, ещё за несколько дней до спектакля все билеты на два представления были распроданы, но желающих попасть на спектакль было много. Сарабский вспоминает:
Желающие попасть на спектакль вместо билета предъявляли контролёрам по 5 и 10 рублей.
— Все места проданы, — говорили им.
— Ничего знать не хотим! Мы желаем попасть в театр; вот вам деньги — отвечали они.
Директор театра настолько растерялся, что не знал, что делать. Он обратился ко мне за советом.
Я сказал:
— Откройте окна, пусть слушают все.
Подняли занавес, хор спел «Шебу-хиджиран». Наступила торжественная тишина.

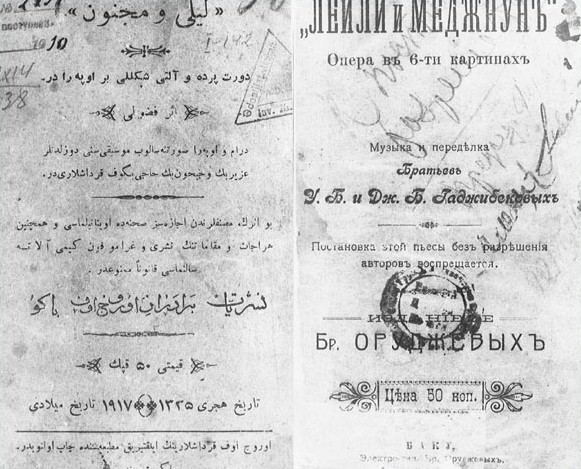
Книжное издание оперы в Баку. 1917 год

Первая же постановка оперы за пределами Азербайджана прошла в Тифлисе. Ещё в дореволюционные годы азербайджанские актёры показывали оперу в городах Закавказья, Средней Азии, в Иране. В дальнейшем опера была поставлена на сценах многих городов мира, в таких странах, как Россия, Украина, Иран, Турция, Грузия, Узбекистан, Туркменистан и др. Согласно «Электронной энциклопедии Узеира Гаджибекова», под влиянием оперы «Лейли и Меджнун» иранский поэт-демократ Мирзаде Эшги в 1916 году написал «Растахизе-селатине-Иран» («Воскрешение Иранского государства»), считающееся первой оперой в Иране. Востоковед Мубариз Ализаде отмечал, что сам Эшги также указывал, что большая часть мотивов его оперы основана на отрывках оперы «Лейли и Меджнун». И одна из первых узбекских опер «Лейли и Меджнун» Р. Глиэра и Т. Садыхова, впервые поставленная в 1940 году, была написана на сюжет той же арабской легенды, а музыкальный материал составляли образцы фольклорного творчества, в том числе макомы. С. Гинзбург писал:
Опыт передовых деятелей азербайджанского театра…, создавших на основе сочетания народной традиции с достижениями русской культуры первую национальную оперу «Лейли и Меджнун», оказал огромное влияние на узбекскую интеллигенцию и вызвал неудержимое желание увидеть аналогичные узбекские произведения
Новые постановки оперы осуществлялись режиссёрами Солтаном Дадашевым (1935, 1958), М. Мамедовым (1955, 1976), Ф. Сафаровым (1994). В главных ролях выступали Алиовсат Садыгов, Гусейнага Гаджибабабеков, Абульфат Алиев, Бакир Гашимов, Гулу Аскеров, Джанали Акперов, Ариф Бабаев, Алим Гасымов (Меджнун), Сурая Каджар, Агигат Рзаева, Гюльхар Гасанова, Симузар Атамова, Рубаба Мурадова, Сара Кадымова, Зейнаб Ханларова, Нармина Мамедова, Сакина Исмайлова, Гандаб Кулиева (Лейли) и др. Композитору Назиму Аливердибекову принадлежит новая оркестровая редакция оперы.

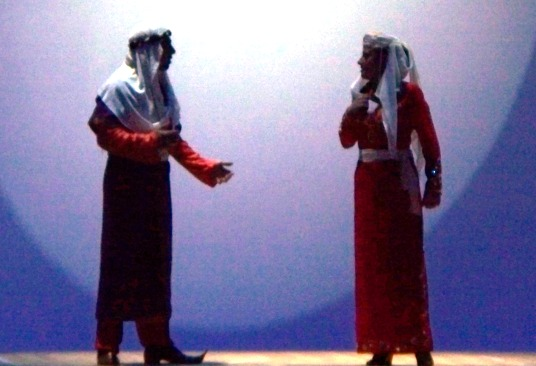
Сцена из оперы во Дворце имени Гейдара Алиева в Баку. 25 марта 2009 года

Либретто оперы было впервые издано в 1912 году в Баку типографией братьев Оруджевых. Клавир оперы издан в 1959 году, партитура — в 1983 году (главный редактор Кара Караев, редактор Н. Аливердибеков, автор предисловия и комментариев 3. Сафарова).
В 2008 году согласно Распоряжению Президента Азербайджанской Республики в Азербайджане официально отмечалось 100-летие создания оперы. В этом же году 100-летний юбилей оперы был отмечен в рамках ЮНЕСКО. За прошедшее время (до 2009 года) опера была поставлена более 20 000 раз. 23 ноября 2008 года в столице Катара городе Доха состоялась мировая премьера мультимедийной аранжировки оперы «Лейли и Меджнун» в исполнении ансамбля Йо-Йо Ма с участием как западных, так и восточных музыкантов.
В следующем году «Лейли и Меджнун» стала частью проходившей в ряде городов США программы проекта «Шёлковый путь» известного виолончелиста Йо-Йо Ма, с использованием традиционных восточных инструментов, а также с участием известного вокалиста, исполнителя мугама Алима Гасымова и его дочери Фарганы Гасымовой. Консультантом проекта являлась этномузыковед, профессор Индианского университета и Бакинской музыкальной академии Аида Гусейнова.
15 марта 2011 года опера в новой постановке была показана на сцене Азербайджанского театра оперы и балета в рамках II Международного фестиваля «Мир мугама». Художником-постановщиком был народный художник Рафиз Исмаилов, партию Лейли исполнила народная артистка Азербайджана Назакят Теймурова, а партию Меджнуна — народный артист Мансум Ибрагимов.
Опера собирает аншлаги в Азербайджанском академическом театре оперы и балета и в 2012 году. В этом году в роли Меджнуна выступил Сабухи Ибаев, а в роли Лейли — Лала Мамедова — первая эстрадная певица, выступившая в этой роли. 10 ноября 2012 года опера была впервые исполнена в Сан-Франциско. Роли Лейли и Меджнуна исполнили Вусаля Мусаева и Илькин Ахмедов. Певцов сопровождали Имамьяр Гасанов (кяманча) и Руфат Гасанов (тар), а также оркестр, состоящий из китайских, индийских, южнокорейских и американских музыкантов.
| Города постановок | Год первой постановки |
| ----------------- | --------------------- |
| Баку              | 1908                  |
| Шуша              | 1913                  |
| Тифлис            | 1914                  |
| Ташкент           | 1916                  |
| Санкт-Петербург   | 1917                  |
| Москва            | 1917                  |
| Париж             | 1925                  |
| Тебриз            | 1945                  |
| Махачкала         | 1945                  |
| Киев              | 1952                  |
| Пекин             | 1952                  |
| Стамбул           | 1952                  |
| Казань            | 1953                  |
| Доха              | 2008                  |
| Бостон            | 2009                  |
| Торонто           | 2009                  |
| Провиденс         | 2009                  |
| Вашингтон         | 2009                  |
| Анн-Арбор         | 2009                  |
| Миннеаполис       | 2009                  |
| Сан-Франциско     | 2012                  |

## Действующие лица

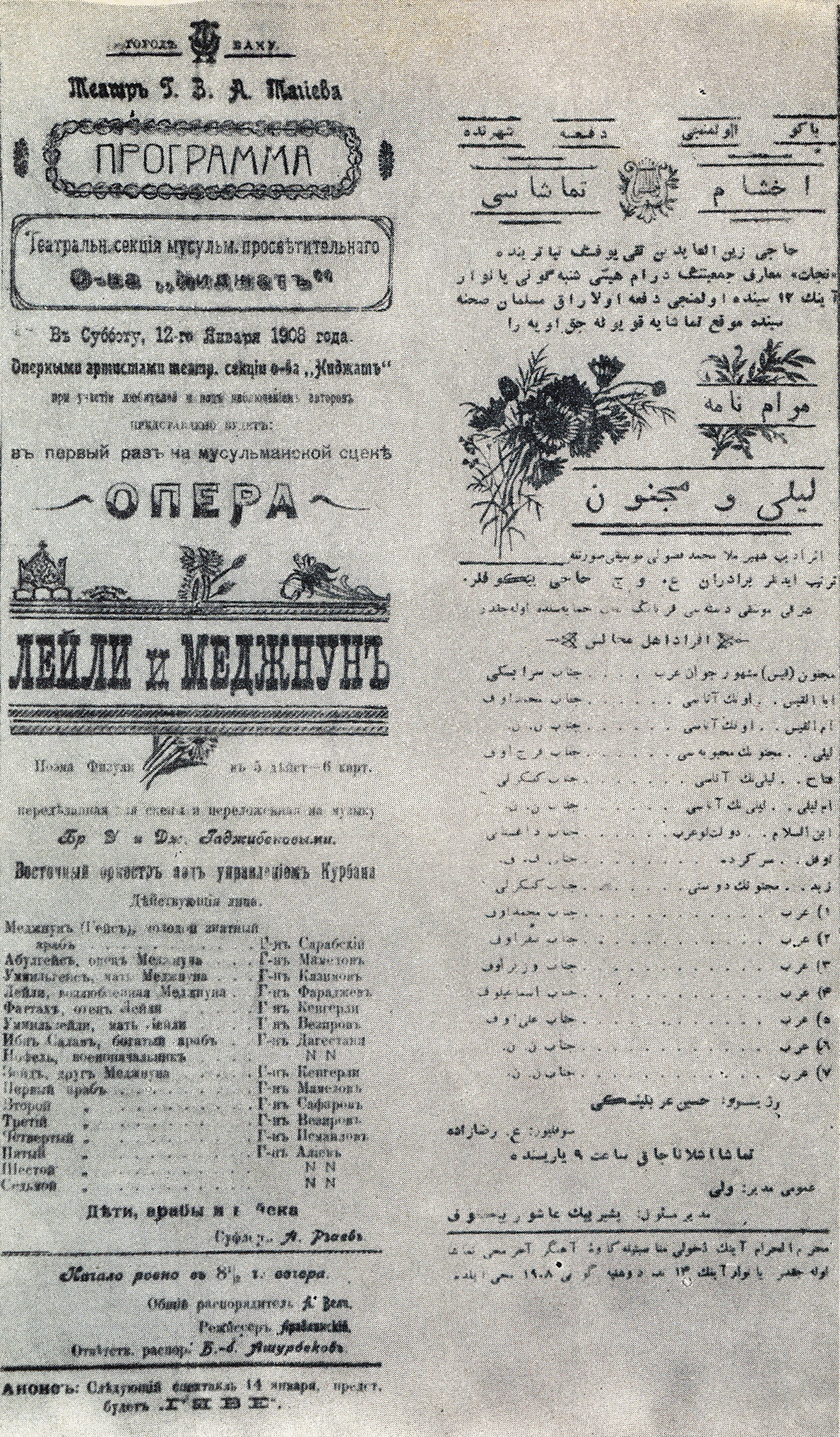
Программа первой постановки оперы. 1908 год

| Персонажи                                        | Голоса        | Первые исполнители (25 января 1908 года, Баку) |
| ------------------------------------------------ | ------------- | ---------------------------------------------- |
| Меджнун (Гейс), молодой знатный араб             | тенор         | Гусейнкули Сарабский                           |
| Абулгейс, отец Меджнуна                          | тенор         | Мирза Мухтар Мамедов                           |
| Уммильгейс, мать Меджнуна                        | сопрано       | Мир Махмуд Кязимовский                         |
| Лейли, возлюбленная Меджнуна                     | сопрано       | Абдуррахман Фараджев                           |
| Фаттах, отец Лейли                               | баритон       | Имран Касумов (Кенгерли)                       |
| Уммильлейли, мать Лейли                          | меццо-сопрано | Дж. Везиров                                    |
| Ибн-Салам, богатый араб                          | тенор         | Джейхун Гаджибеков (Дагестани)                 |
| Нофель, военачальник                             | баритон       | Джейхун Гаджибеков (Дагестани)                 |
| Зейд, друг Меджнуна                              | тенор         | Имран Касумов (Кенгерли)                       |
| Первый араб                                      | тенор         | Мамедов                                        |
| Второй араб                                      | тенор         | Сафаров                                        |
| Сваты, гонцы, гости, школьники (юноши и девушки) |               |                                                |

## Сюжет
Действие первое

Картина 1

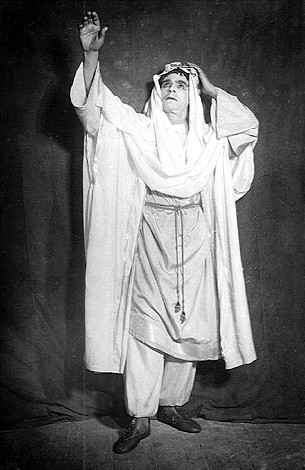
Г. Сарабский в роли Меджнуна. 1920 год

Гейс ждёт появления Лейли, находясь на лужайке перед школой. При появлении Лейли Гейс признаётся ей в любви. Любовь взаимна — и Лейли также признаётся в любви Гейсу, на что в ответ оба героя слышат голос хора, предупреждающий их о наказании со стороны родителей. Друзья находят поведение Лейли непристойным и спешно увозят её. Гейс остаётся один. Далее начинаются диалог Гейса с его родителями о его любви к Лейли и мольбы о сватовстве. Он сообщает родителям о том, что он сходит с ума и становится Меджнуном, сошедшим с ума от любви. В ответ на это отец обещает, что пойдёт сватать Лейли для сына сам.
Картина 2

Второе действие начинается с хора девушек, олицетворяющего общественное мнение, в форме обращения к матери Лейли. Родители девушки узнали о любви Гейса к их дочери и её взаимной любви к нему. Мать Лейли гневно упрекает её. Девушка не отрицает, что она любит Гейса больше всего на свете. Мать девушки слышала, что первую любовь Лейли люди называют позором для семьи, что плохие слухи уже распространились в народе и срочно надо спасать репутацию семьи. Мать Лейли решает узнать больше о новом женихе дочери. В ответ она слышит отрицательное мнение знакомых и родственников, называющих Гейса сумасшедшим — то есть Меджнуном.
Он Меджнун, он одержим,
И смеются все над ним,
Разве он подстать Лейли,
Чтоб ему отдать Лейли
Нет — нет — нет
Вот наш совет…Перевод Владимира Кафарова
Отец Гейса приходит просить руки Лейли для своего сына. Но отец Лейли резко и решительно отказывается: он никогда не разрешит, чтобы его дочь вышла замуж за Меджнуна (сумасшедшего), как все называют Гейса. Унав об отказе, Гейс отчаянно проклинает всех и свою несчастную судьбу. Он ищет одиночества и начинает жить в пустыне. Судьба же Лейли совсем иная. Её родители согласились выдать её замуж за богатого Ибн Салама. Узнав об этой новости, Лейли падает в обморок.
Действие второе

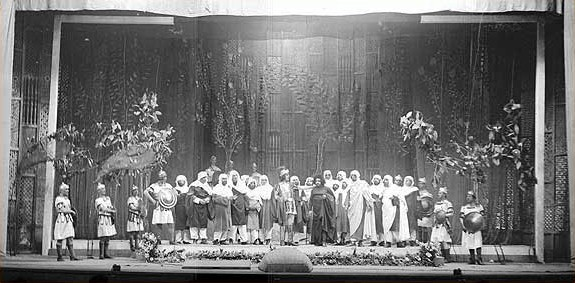
Сцена «После боя». 1935 год. Худ. Р. Мустафаев

Скорбь окончательно сводит Гейса с ума. Он ходит в горы и пустыни, думая о Лейли. Отец Меджнуна и его друг Зейд находят его, но сумасшедший Меджнун уже не узнаёт их. Появление отшельника, его несчастная судьба и горе отца вызывают симпатию арабов, проходящих через пустыню. Военачальник Нофель проявляет к ним интерес. Он хочет помочь Меджнуну и посылает вестника к отцу Лейли, чтобы тот выдал свою дочь за Меджнуна. Но даже вмешательство Нофеля не может изменить мнение отца Лейли. Тогда Нофель решает силой заставить его поменять своё решение; он объявляет ему войну. Но отец Лейли объясняет причину отказа: его дочь Лейли является невестой другого человека.
Действие третье

Наступает день свадьбы Ибн Салама и Лейли. Гости пируют, желая счастья молодым. Наконец, новобрачные остаются одни. Лейли в замешательстве. В этот момент слышится слабый голос Меджнуна, который появляется рядом с ними, словно тень. Ибн Салам стоит на месте, Лейли падает в обморок. Слуги аккуратно уносят сумасшедшего прочь.
Действие четвёртое

Картина 1

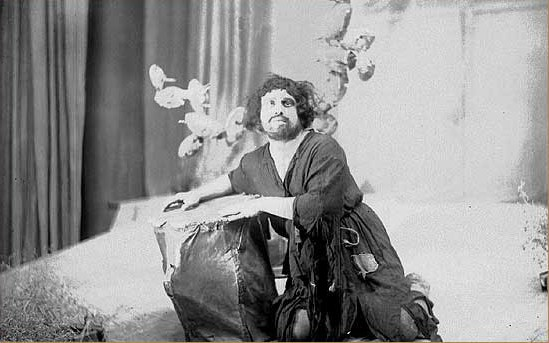
Сцена из оперы. Конец 1920-х годов

В доме Ибн Салама горе. Лейли изнемогает от тоски. Она признаётся мужу, что всё ещё любит Меджнуна, и просит Ибн Салама подождать в надежде на то, что вскоре «угаснет эта любовь». Огорчённый Ибн Салам уходит. Вдруг Меджнун снова появляется перед Лейли как бестелесная тень. Он с горечью упрекает Лейли, что она предала его, разрушила его жизнь, принесла горе и боль. Забыв о своей болезни, Лейли бросается в объятия своего возлюбленного, но он не узнаёт её, он ищет и зовёт свою бывшую, чистую любовь. Сердце Лейли не может этого вынести:
Пусть полнят страсти чашу горя, я выпью радостно до дна.
Чтоб не посмел промолвить недруг: она Меджнуну не верна,
О, нежеланная разлука, ты бесконечна, как пустыня.
Надежда — спутница слабеет, боюсь остаться я одна.
Не оставляй меня до срока на ложе смерти неизбежной,
И освети мечту о встрече, о милосердная луна.Перевод Владимира Кафарова
Она умирает на руках Ибн Салама.
Картина 2

Зейд сообщает Меджнуну о гибели Лейли. Меджнун приходит к могиле Лейли. Теперь они навсегда будут вместе. Отчаявшись, Меджнун падает на могилу возлюбленной и умирает. Опера заканчивается заключительным хором и арией отца Меджнуна.

## Либретто оперы

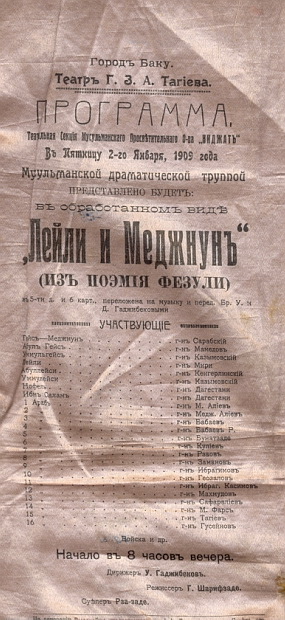
Программа оперы 1909 года

Опера написана по поэме «Лейли и Меджнун» поэта Физули. В свою очередь, в поэме Физули использован сюжет арабской легенды, впервые получившей интерпретацию в XII веке в поэме классика персидской поэзии Низами Гянджеви «Лейли и Меджнун». Впоследствии к этой теме обращались более пятидесяти поэтов, среди которых Амир Хосров Дехлеви, Имади, Алишер Навои, Джами, Чакери и др.
Отмечается, что к поэме Физули Гаджибеков обратился прежде всего потому, что она была написана на азербайджанском языке, и различные её фрагменты издавна использовались народными певцами при исполнении мугамов. Именно это и позволило композитору включить в либретто целый ряд стихов из этой поэмы. В литературный текст оперы композитором были также внесены отдельные газели Физули, народные тексты, многое же было досочинено им самим.
Основное отличие поэмы от либретто следующее. Сокращены многие разделы поэмы, такие как происхождение Меджнуна, его паломничество в Мекку, плач героя на могиле Лейли, посещение юношей, переодетым нищим, стана отца возлюбленной и т. д. Два эпизода поэмы — сватовство Меджнуна и сватовство Ибн Салама — следуют в опере один за другим, что, как считают, создаёт яркий сценический контраст во втором действии. Но главным отличием либретто от поэмы считают то, что Гаджибековым внесены небольшие, но существенные изменения в сюжетные мотивы и образы героев. В первую очередь это касается Лейли. Подчёркивается, что в её образе композитор старался запечатлеть вольнолюбивые стремления современных азербайджанских женщин. У Физули Лейли скрывает от супруга Ибн Салама своё чувство к Меджнуну, объясняя свою холодность тем, что в неё влюблён джинн — фантастическое существо, запрещающее ей любить другого. Героиня же Гаджибекова открыто признаётся Ибн Саламу в своих чувствах к Меджнуну.
Но и в опере, и в поэме герои активно не борются за своё счастье. Для них, как пишет музыковед Эльмира Абасова, важна не столько сама борьба (Меджнун отказывается от услуг Нофеля, отказывается от брака с Лейли после смерти её мужа), сколько чувство беспредельной преданности чистой, возвышенной любви. В этой особенности героев и проявляется философский подтекст поэмы.

## Музыка в опере

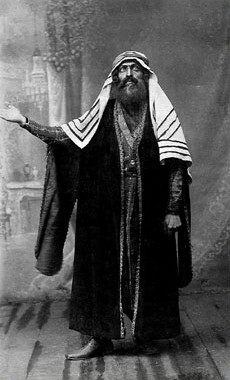
Дж. Пашаев в роли отца Меджнуна. 1923 год

«Лейли и Меджнун» Узеира Гаджибекова является первой оперой, созданной на основе синтеза классической оперной музыки и азербайджанского мугама. При написании оперы автор использовал такие мугамы, как Аразбары, Эйраты, Сейгях, Мансурийа, Чахаргях, Шур, Симаи-шэмс, Сарендж, Раст, Шуштер, Харидж-сейгях. Оперу «Лейли и Меджнун» называют по жанру мугамной, поскольку основной музыкальный материал оперы составляют мугамы, заменившие традиционные оперные формы — арию, ариозо, речитатив, вокальные ансамбли (дуэт, трио и др.). Образы действующих лиц также раскрываются с помощью мугамов. С их помощью медленно, повествовательно в лирико-эпическом плане осуществляется и музыкально-драматургическое развитие в целом.
Большие законченные сцены также строятся на основе мугамов. Письменно мугамы Гаджибековым не зафиксированы. Партии певцы-ханенде исполняют в сопровождении тариста. В первом действии радость взаимного чувства любви Лейли и Меджнуна раскрывает, как отмечается, самый светлый лирический мугам «Сегях». В дальнейшем в партии героев, понявших трагичность своей судьбы, звучат мугамы, отмеченные печальным, скорбным характером, — «Шур», «Баяты-Шираз» и др. В партии отца Меджнуна, обеспокоенного судьбой своего сына, в первом действии звучит мугам «Чаргях», отличающийся напряжённо-тревожным характером. Для характеристики военачальника Нофеля Гаджибеков обратился к зерби-мугаму «Эйраты», имеющему решительный, маршеобразный характер (первый раздел сцены боя — один из эпизодов в партии отца Лейли). Считается также, что Гаджибеков открыл новые выразительные возможности мугамов, органично «вписывая» их в оперное действие.
Авторская музыка Гаджибекова соединяет в опере в основном мугамные сцены. В отдельных случаях же она звучит в вокальных фрагментах (трио отца, матери Меджнуна и самого Меджнуна из первого действия). Эта музыка написана в духе рэнгов, теснифов и народных песен. Хоровые отрывки, выполняющие разнообразные функции, также занимают важное место в музыкальной драматургии оперы. Они играют значительную роль в раскрытии психологических состояний главных героев, характеристике быта, как комментарии к сценическим событиям, обобщая действие. Фактура большей части хоров одноголосная (в нескольких случаях мелодия дублируется в терцию или сексту).
Оркестровое сопровождение оперы в начальных вариантах отмечалось простотой. Оно было основано на струнных инструментах. Так, например, в мугамных сценах певцы пели под аккомпанемент тара. Есть в опере законченные оркестровые фрагменты, такие как увертюра, «Арабский танец» (к сцене свадьбы Лейли и Ибн Салама), антракт (к последней картине оперы). В опере Гаджибеков использовал также классические мелодии азербайджанских народных песен (хор друзей Лейли и Меджнуна «Эвлери вар хана-хана» из первого действия; хор девушек в сцене «Меджнун в пустыне» — «Образ тот с любимым схож»).

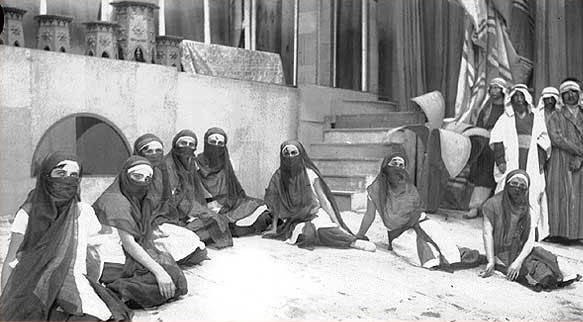
Хор девушек в сцене «Меджнун в пустыне» (IV действие). Конец 1920-х годов

Музыка оперы стала истоком будущих новаторских тенденций Гаджибекова в области поиска нового национального, композиторского стиля в сфере, прежде всего, органического взаимопроникновения национальной ладовой интонационной системы с минорно-мажорной системой. Используя элементы имитационной полифонии, имеющиеся в мугамном исполнительстве на основе зерби-мугама «Аразбары», Узеир Гаджибеков создал такое симфоническое произведение, как антракт к последней картине оперы. Этот антракт часто исполняется и как самостоятельное произведение. Отмечается, что как первый образец азербайджанской симфонической музыки он создал почву для возникновения симфонического мугама.
Композитор неоднократно возвращался к своей опере, совершенствуя её музыкальную ткань, но сохраняя своеобразный аромат её музыкального стиля и жанра. В 1930-х годах Узеир Гаджибеков задумал подготовить новую редакцию оперы и в соответствии с требованиями времени заменить мугамные части классическими оперными формами. В эти годы он создаёт арию Меджнуна, дополняя ею партию главного героя оперы. Он также написал арию Абуль-Гейса, отца Меджнуна. Но позже Гаджибеков пришёл к такому решению, что опера «Лейли и Меджнун» как первенец национального музыкального искусства должна оставаться мугамной оперой. Ария Абуль-Гейса в спектаклях не исполнялась, но не раз издавалась отдельно. Это ария в течение ряда лет звучала на концертах в исполнении народного артиста СССР Бюльбюля.
Отмечается, что именно в опере «Лейли и Меджнун» Узеир Гаджибеков впервые смог органически соединить традиции музыкальной культуры Востока и Запада и на практике решить вопрос о совместимости этих двух музыкальных систем.

## Критика

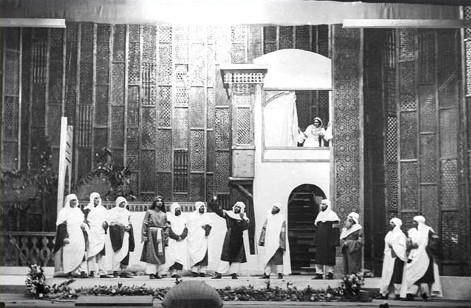
Сцена из II действия. 1910-е годы

Советский музыковед Эльмира Абасова подчёркивает, что музыкальный язык оперы предельно прост, и что здесь были сделаны первые шаги по пути введения в народное искусство несложных компонентов композиторского творчества. По словам Абасовой, Гаджибеков осуществил синтез азербайджанских ладов с мажорно-минорной системой, применяя изначальные гармонические средства к национальной ладовой основе. Абасова называет оперу «Лейли и Меджнун» первым опытом обогащения национального стиля азербайджанской музыки устной традиции отдельными элементами европейской музыкальной культуры.
Английский историк Мэтью О'Брайен считает, что называть оперу «Лейли и Меджнун» оперой в традиционном западном смысле этого слова совершенно неправильно, ввиду того, что в произведении имеются длинные секции традиционного азербайджанского мугама. Эльмира Абасова и музыковед Кубад Касимов в статье «Узеир Гаджибеков — музыкант-публицист» также отмечают, что опера «Лейли и Меджнун» ещё не отвечала всем требованиям современной оперы. Тем не менее, она, по словам авторов, положила начало синтезу современных средств музыкального развития и национально-самобытных черт народного искусства. Построенная на основе богатейшего фольклорного материала (в основном на мугамах и лирических песнях) эта опера, как отмечают Абасова и Касимов, стала первой попыткой «обобщения веками накопленных народом музыкальных сокровищ на основе общепринятых форм музыкального искусства». Таким образом, возник новый жанр мугамной оперы. Музыковеды отмечают, что «Лейли и Меджнун» определила также народные истоки формирования творчества Гаджибекова, непосредственно подвела композитора к активному осмыслению интонационного и жанрового своеобразия азербайджанской музыки, реально раскрыла широкие перспективы творческого использования веками накопленных народом музыкальных сокровищ.
Азербайджанский музыковед Фарах Алиева отмечает, что в опере Узеир Гаджибеков выдвигает на передний план насыщенную философски-мистическим оттенком сущность поэмы. По мнению Алиевой, герои оперы Гаджибекова как будто живут в сложном и контрастном мире XX века, а сам автор создал реальную череду событий. Алиева выделяет значимость исполнительского фактора в опере, при этом отмечая, что на передний план выдвигается субъективный фактор мугама как основной оперной формы.

## Экранизация
В 1996 году на основе оперы творческим объединением «Азербайджантелефильм» режиссёрами Шамилем Наджафзаде и Назимом Аббасом был снят двухсерийный фильм-опера «Лейли и Меджнун». Главные роли в фильме исполнили Умбулбану Гуламова и Агиль Кулиев. Партии в фильме исполняли народная артистка республики Гандаб Кулиева, Мансум Ибрагимов, Сафа Гахраманов, Низами Багиров, Сахиба Аббасова, Сафура Азми, Шахлар Кулиев, Сабир Алиев и Исмаил Алекперов. В фильме звучал симфонический оркестр театра оперы и балета им. М. Ф. Ахундова (К. Аливердибеков). В 2002 году фильм был продемонстрирован в рамках V фестиваля «Чистые грёзы» в Санкт-Петербурге. Режиссёр фильма Шамиль Наджафзаде был удостоен приза «За изобразительное решение».
В 2013 году по мотивам оперы при поддержке Министерства культуры Азербайджанской Республики был снят фильм-опера «Лейли и Меджнун». Автором сценария и режиссёром фильма является Мехди Мамедов, главные роли исполняли народные артисты Мансум Ибрагимов и Айгюн Байрамова. Премьера фильма-оперы состоялась 17 марта 2013 года в Баку в кинотеатре «Низами» в рамках III Международного фестиваля «Мир Мугама». На премьере также присутствовали французский актёр Жерар Депардьё и кинопродюсер Арно Фриллен.

### Книги
- М. Гринберг. Советская опера. — Гос. муз., 1953. — 478 с. — 7000 экз.
- Mathew O'Brien. Uzeir Hajibeyov and his role in the development of musical life in Azerbaijan  / Edited by Neil Edmunds. — Soviet music and society under Lenin and Stalin: the baton and sickle: Routledge Curzon, 2004. — С. 209—228. — ISBN ISBN 0-415-30219-6, 9780415302197.
- Чингиз Каджар. Узеир Гаджибеков. Композитор - рожденный мугамом. // Старая Шуша / Азиз Гюльалиев. — Баку, Азербайджан: Шарг-Гарб, 2007. — С. 326—341. — 345 с. — (947.54-dc22). — 1000 экз. — ISBN ISBN 978-9952-34-096-9.
- Абасова Э. «Лейли и Меджнун» Узеира Гаджибекова. — Баку: Азмузгиз, 1960. — 66 с.

### Журналы
- Касимов К. Немеркнущая слава: К 70-летию премьеры оперы «Лейли и Меджнун» Узеира Гаджибекова. — журнал «Литературный Азербайджан», 1978. — № 1. — С. 94—96.
- Везирова Т. Благородная задача выполнена: (К выходу в свет партитуры оперы Узеира Гаджибекова «Лейли и Меджнун»). — журнал «Советская музыка», 1984. — № 8. — С. 118.
- Меликова Л. Народные истоки формообразования в опере «Лейли и Меджнун» Узеира Гаджибекова. — журнал «Учёные записки», 1974. — № 1. — С. 3—17.